# Walisische Badmintonmeisterschaft 1969
Die Walisische Badmintonmeisterschaft 1969 fand in St. Athan statt. Es war die 18. Austragung der nationalen Titelkämpfe im Badminton in Wales.

## Titelträger
| Disziplin    | Sieger                            |
| ------------ | --------------------------------- |
| Herreneinzel | Howard R. Jennings                |
| Dameneinzel  | Angela Dickson                    |
| Herrendoppel | Peter Seaman Howard R. Jennings   |
| Damendoppel  | M. Withers Betty Fisher           |
| Mixed        | Howard R. Jennings Angela Dickson |